# Yoğunpelit, Yığılca
Yoğunpelit là một xã thuộc huyện Yığılca, tỉnh Düzce, Thổ Nhĩ Kỳ. Dân số thời điểm năm 2010 là 463 người.